# Eumelo del Bósforo
Eumelo (griego antiguo : Εὔμηλος) fue un rey del Bósforo que reinó del 309 al 304 a. C.

## Origen
Eumelo fue el tercer hijo de Perisades I. Reinó durante cinco años y cinco meses después de haberse desembarazado de sus dos hermanos mayores Sátiro II y Prítanis.

## Reinado
Queriendo después de la muerte de sus dos hermanos reinar con seguridad, Eumelo decidió eliminar a sus amigos y a las mujeres y los hijos de sus dos hermanos. Perisades II, hijo de Sátiro II, fue el único que escapó de esta masacre. Era muy joven y partió de la ciudad a caballo y se refugió en la corte de Ágaro, rey de los escitas.
Viendo que los habitantes de Panticapea se indignaron por los homicidios, Eumelo convocó una asamblea general donde intentó justificar su conducta, y anunció el restablecimiento de la antigua forma de gobierno. Devolvió a los ciudadanos de Panticapea las inmunidades de las que gozaban sus ancestros y concedió la exención de impuestos. En un largo discurso, buscó captar los sufragios del pueblo restableciendo la constitución tradicional. Habiendo así, a fuerza de beneficios, recobrado la afección de la que gozaba antes, continuó gobernando sus asuntos según las leyes establecidas, y se atrajo por sus cualidades personales una admiración poco común.
Eumelo colmó igualmente de beneficios a los habitantes de Bizancio, los de Sinope y la mayoría de los demás griegos del Ponto Euxino. Acogió también a miles de habitantes de Callatis que la hambruna había forzado a abandonar su ciudad, asediada por Lisímaco. No solo les concedió asilo, sino que les dio para vivir la ciudad de Psoa, y compartió el territorio. Eumelo limpió el mar de piratas, y protegió la navegación del Ponto Euxino. Hizo la guerra a los eníocos, a las tauros y a los aqueos que infestaban estos parajes con sus corsarios. También los comerciantes se beneficiaron de esta guerra, haciendo en casi todos las contratos los más grandes elogios del rey Eumelo. Completó luego su territorio con una gran parte del país limítrofe e hizo de su reino uno de los más célebres. Finalmente, emprendió la tarea de poner bajo su autoridad todos los pueblos del Ponto, y habría conseguido tal vez su empresa, si la muerte no le hubiera sorprendido en medio de sus proyectos.
Después de un reinado de cinco años y cinco meses, Eumelo murió víctima de un curioso accidente. Mientras regresaba a su palacio desde Sindice, acuciado por ofrecer a los dioses un sacrificio, montado sobre un carro de cuatro caballos con cuatro ruedas y un dosel, ocurrió que los caballos se encabritaron y se llevaron el carro con ellos y como el auriga no podía manejar las riendas, el rey intentó saltar por miedo a que se precipitasen por los barrancos, pero quedó su espada enganchada en la rueda y arrastrado por la marcha del caro murió en el acto.
Diodoro Sículo indica que la muerte de los hermanos Sátiro II y Eumelo fue objeto de dos oráculos que, aunque absurdos, resultaron creíbles. Relata que los dioses consultados por Sátiro II le habían contestado que se guardara del ratón, no fuera que le provocara la muerte que mŷs». Desde entonces, Sátiro tenía terror a los ratones y por eso a ningún hombre libre o esclavo a su servicio se le permitía tener ese nombre. Ordenó a sus servidores que mataran a estos animales en todas partes donde los encontraran. Tomó así todas las precauciones para eludir el destino, murió a consecuencia de una herida en el brazo a través del músculo. Con respecto a Eumelo, el vaticinio del oráculo era que debía cuidarse de la casa que está en movimiento. Por lo tanto, no entraba en ninguna casa antes de que sus sirvientes hubieran examinado que el techo y los cimientos eran bien sólidos. Todo el mundo entendió el oráculo cuando murió a causa de un carro de cuatro caballos con dosel.
A Eumelo le sucedió su hijo Espártoco III.